# モンティ・オウム
モンティ・オウム（Monty Oum、1981年6月22日 - 2015年2月1日）は、アメリカ合衆国のアニメ監督、アニメーター、脚本家、声優。

## 概要
ロードアイランド州プロビデンス出身。オウムによると、彼は「カンボジア人、ベトナム人、中国人、また日本人」の血を引いていた。4人の兄と2人の姉がいた。
『Haloid』や『Dead Fantasy』、『Red vs. Blue』のシーズン8から10を手がけた後、『RWBY』の原作・監督・脚本を務める。RWBYでは日本のアニメのスタイルを取り入れている。
2015年2月1日に重度のアレルギー反応により死去する。